# Цап, Юрий Милентиевич
Юрий Милентиевич Цап (рум. Iurie Țap; род. 3 октября 1955, с. Немировка, Сорокский район, Молдавская ССР, СССР) — молдавский политик, вице-председатель парламента Республики Молдова (2009—2010), вице-председатель Либерал-демократической партии Молдовы.

## Биография
Юрий Милентиевич Цап родился в 1955 году в селе Немировка Сорокского района. С 1973 по 1978 учился в Государственном университете Молдовы на факультете истории. С 1978 по 1982 — преподаватель истории в школе № 2 во Флорештах. С 1985 по 1987 — директор средней русско-молдавской школы города Флорешты. С 1999 по 2009 занимал должность примара города Флорешты. В 2009 году избран депутатом Парламента Республики Молдова по спискам Либерал-демократической партии Молдовы.
10 сентября 2009 избран вице-председателем Парламента Республики Молдова, занимал эту должность до 28 сентября 2010 года. В настоящее время является депутатом парламента РМ.